# Coborriu de Bellver
Coborriu de Bellver es una entidad de población española del municipio de Bellver de Cerdaña, perteneciente a la provincia de Lérida, en la comunidad autónoma de Cataluña.

## Toponimia
El lugar puede aparecer referido como «Coborriu de Bellver» y «Coborriu de Vellera».

## Historia
Hacia mediados del siglo XIX, el lugar, ya por entonces perteneciente a Bellver, tenía contabilizada una población de 49 habitantes. Aparece descrito en el sexto volumen del Diccionario geográfico-estadístico-histórico de España y sus posesiones de Ultramar de Pascual Madoz con las siguientes palabras:

COBORRIU DE VELLERA ó BELLVER: l. en la prov. de Lérida (24 1/2 leg.), part. jud. y dióc. de Seo de Urgel (4 1/2), aud. terr. y c. g. de Cataluña (Barcelona 24 1/2), ayunt. de Bellver (1/2). sit. á la izq. del r. Segre en terreno algo llano; está ventilado por los aires de N. y O., y el clima frio, produce catarrales y alguna pulmonia. Tiene 10 casas; una calle y una pequeña plaza. La igl. parr. (San Saturnino), está servida por un cura párroco de provision ordinaria en concurso general: tiene por anejas las igl. de Badés é Ingla. El cementerio se halla en el mismo pueblo y es bastante capaz. Se estiende el térm. de N. á S. 3 leg., y de E. á O. 1: confinando N. con el de Vellver (1/4); E. con el de Pedra (1/2); S. montaña de Cadi (2), y O. con el de Pi (1/2); nace en la referida montaña de Cadi el r. que lleva el nombre del pueblo, el cual pasa junto al mismo: es de corto caudal y su curso de 4 leg. corre en direccion de S. á N., desaguando al Segre 1/2 leg. mas arriba de Bellver. El terreno á las inmediaciones del l. es llano y de buena calidad, y lo restante montuoso y tenaz; hallándose la montaña que lleva el nombre del pueblo unida con la mencionada de Cadi, con buenos pastos y pocos árboles: se encuentran en él algunos prados artificiales que crian buenas yerbas para toda clase de ganados. caminos: dirigen uno á Vellver, otro á Berga, atravesando la citada montaña de Cadi por el puerto llamado de Pandís, y el último á Puigcerdá, todos en mediano estado. La correspondencia la reciben del primero de dichos pueblos por espreso que mandan los interesados, tres veces á la semana. prod.: trigo, patatas, legumbres y pastos, siendo la mayor cosecha la del primero; se cria ganado lanar, vacuno y mular, y hay caza de perdices y liebres, y en la montaña cabras monteses. pobl.: 8 vec., 49 alm. cap. imp.: 18,137 rs. contr.: el 14'28 por 100 de esta riqueza.
(Madoz, 1847, p. 495)

En 2023, la entidad singular de población tenía empadronados cinco habitantes.

## Patrimonio

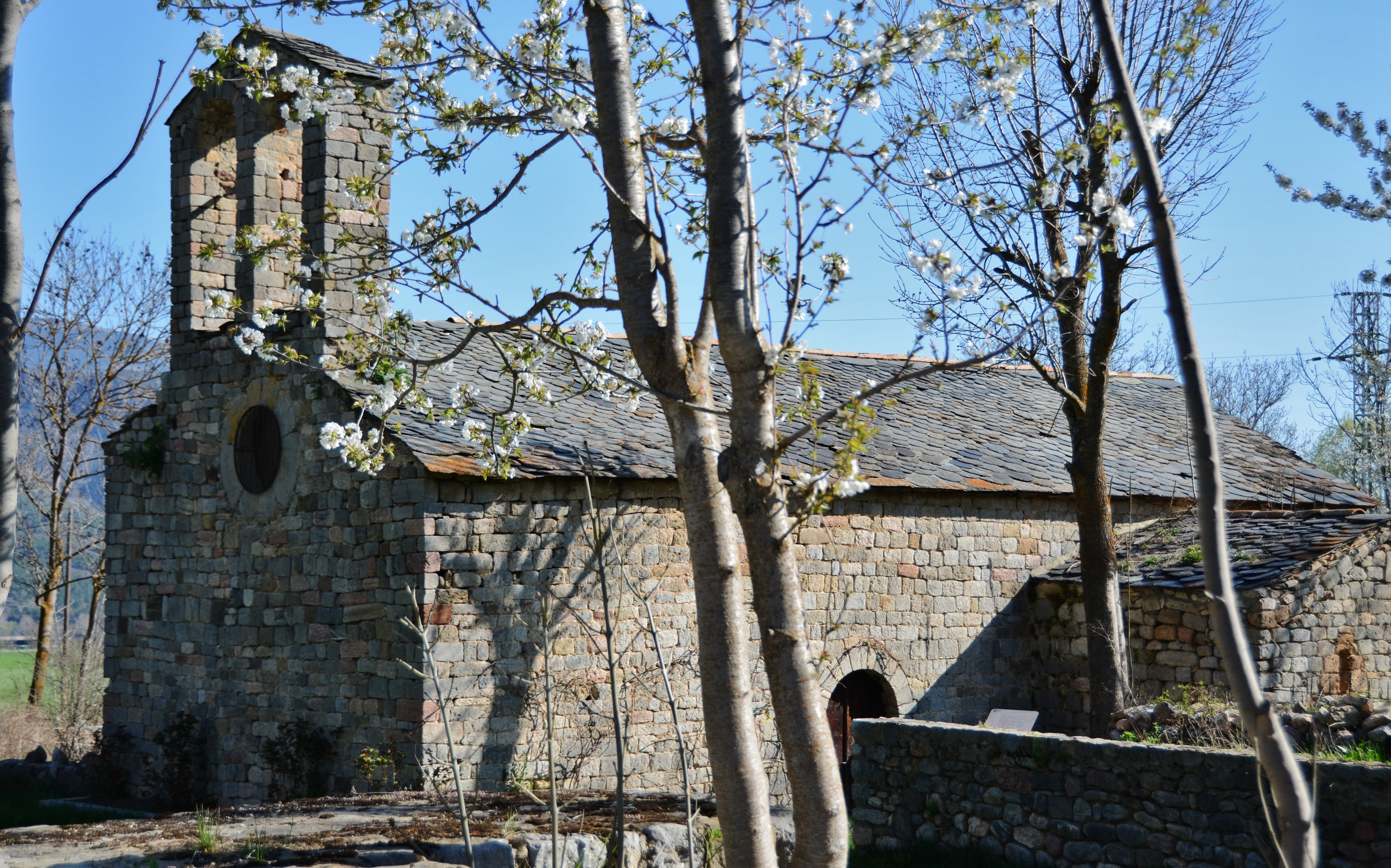
Vista de la iglesia de San Saturnino

Hay en el lugar una iglesia de San Saturnino.